# Ibrahima Faye
Pour les articles homonymes, voir Faye.
Ibrahima Faye, né le 22 octobre 1979 à Pout (Sénégal), est un footballeur international sénégalais. Il évolue au poste de défenseur.

## Biographie
International sénégalais, Ibrahima Faye se révèle au plus haut niveau à La Gantoise, en Belgique, où il travaille un temps sous la direction de l'entraîneur Patrick Remy. 
Ce dernier fait appel à lui à la suite de la promotion du SM Caen en première division du championnat de France, en 2004. Faye réalise une saison remarquée au poste de défenseur gauche. Avec son équipe, il réalise un beau parcours en Coupe de la Ligue en atteignant la finale, mais la perd au Stade de France contre le Racing Club de Strasbourg. Toutefois, Faye n'empêche pas la relégation du club normand en Ligue 2. 
Refusant d'évoluer en deuxième division, il obtient son prêt puis son transfert à l'ES Troyes AC, où il réalise deux saisons pleines en Ligue 1, puis deux saisons en Ligue 2. Sa dernière saison est plus difficile. À la suite de la relégation du club aubois en National, il quitte le club. Malgré des contacts, notamment en Angleterre, il est sans club mais signe au club de l'UJA Alfortville qui évolue en National, saison 2010-2011. En juillet 2011, il signe au Paris Football Club et joue donc pour le club de la capitale en National.
Entre 2003 et 2008, il compte au moins 26 sélections en équipe nationale du Sénégal, avec laquelle il dispute la Coupe d'Afrique des nations de football en 2004 et 2008.
Ibrahima Faye devient l'entraîneur de l'OFC Charleville-Mézières en mars 2017.

## Vie privée
Fary Faye et Le fils de Ibrahima Faye et Babacar Sene est sont cousin les deux sont footballeurs professionnels.

## Carrière
| Saison                | Club                  | Championnat           | Championnat | Championnat | Coupe(s) nationale(s) | Coupe(s) nationale(s) | Compétition(s) continentale(s) | Compétition(s) continentale(s) | Compétition(s) continentale(s) | Total | Total |
| Saison                | Club                  | Division              | M.          | B.          | M.                    | B.                    | Comp.                          | M.                             | B.                             | M.    | B.    |
| 1996-1997             | Sporting Rufisque     | D2                    |             |             | -                     | -                     | -                              | -                              | -                              | 0     | 0     |
| 1997-1998             | AS Pikine             | D1                    |             |             | -                     | -                     | -                              | -                              | -                              | 0     | 0     |
| 1998-1999             | GFCO Ajaccio          | Nat                   |             |             | -                     | -                     | -                              | -                              | -                              | 0     | 0     |
| 1999-2000             | AS Red Star 93        | Nat                   | 13          | 1           | -                     | -                     | -                              | -                              | -                              | 13    | 1     |
| 2000-2001             | AS Red Star 93        | Nat                   | 13          | 1           | -                     | -                     | -                              | -                              | -                              | 13    | 1     |
| 2001-2002             | KAA La Gantoise       | D1                    | 24          | 0           | -                     | -                     | CI                             | 3                              | 0                              | 27    | 0     |
| 2002-2003             | KAA La Gantoise       | D1                    | 21          | 0           | -                     | -                     | -                              | -                              | -                              | 21    | 0     |
| 2003-2004             | KAA La Gantoise       | D1                    | 25          | 0           | -                     | -                     | -                              | -                              | -                              | 25    | 0     |
| 2004-2005             | SM Caen               | L1                    | 30          | 0           | 6                     | 0                     | -                              | -                              | -                              | 36    | 0     |
| 2005-2006             | SM Caen               | L2                    | 1           | 0           | -                     | -                     | -                              | -                              | -                              | 1     | 0     |
| 2005-2006             | ES Troyes AC          | L1                    | 32          | 1           | 1                     | 0                     | -                              | -                              | -                              | 33    | 1     |
| 2006-2007             | ES Troyes AC          | L1                    | 31          | 0           | 2                     | 0                     | -                              | -                              | -                              | 33    | 0     |
| 2007-2008             | ES Troyes AC          | L2                    | 30          | 2           | 3                     | 0                     | -                              | -                              | -                              | 33    | 2     |
| 2008-2009             | ES Troyes AC          | L2                    | 22          | 2           | 6                     | 1                     | -                              | -                              | -                              | 28    | 3     |
| 2009-2010             | Lapta Türk Birliği SK | D1                    |             |             | -                     | -                     | -                              | -                              | -                              | 0     | 0     |
| 2010-2011             | UJA Alfortville       | Nat                   | 9           | 0           | -                     | -                     | -                              | -                              | -                              | 9     | 0     |
| 2011-2012             | Paris FC              | Nat                   | 33          | 3           | 1                     | 0                     | -                              | -                              | -                              | 34    | 3     |
| 2012-2013             | RE Bertrix            | D3                    | 24          | 0           | 1                     | 0                     | -                              | -                              | -                              | 25    | 0     |
| 2013-2014             | RE Bertrix            | D4                    | 9           | 2           | -                     | -                     | -                              | -                              | -                              | 9     | 2     |
| 2014-2015             | RE Bertrix            | D4                    | 21          | 5           | 2                     | 0                     | -                              | -                              | -                              | 23    | 5     |
| 2015-2016             | RE Bertrix            | D4                    | 13          | 2           | 2                     | 0                     | -                              | -                              | -                              | 15    | 2     |
| Total sur la carrière | Total sur la carrière | Total sur la carrière | 351         | 19          | 24                    | 1                     | -                              | 3                              | 0                              | 378   | 20    |